# Victoria (vlinders)
Victoria is een geslacht van vlinders uit de familie spanners (Geometridae).

## Soorten
- V. albipicta Warren, 1897
- V. altimontaria Herbulot, 1971
- V. argopastea Prout, 1938
- V. barlowi Prout, 1922
- V. compsa Prout, 1932
- V. eremita Hausmann, 1993
- V. fifensis Wiltshire, 1994
- V. fuscithorax Warren, 1905
- V. gordoni Prout, 1912
- V. immunifica Prout, 1912
- V. melanochlora Carcasson, 1962
- V. mirabilis Warren, 1911
- V. omanensis Wiltshire, 1981
- V. perornata Warren, 1898
- V. plantei Herbulot, 1977
- V. rhodoblemma Prout, 1938
- V. sematoperas Prout, 1916
- V. subhyalina Herbulot, 1982
- V. taminata Herbulot, 1982
- V. triplaga Prout, 1915
- V. watsonae Carcasson, 1971
- V. wiltshirei Hausmann, 1996